# Lista de sistemas operacionais da Apple
A seguir, uma lista de sistemas operacionais lançados pela Apple.

## Computadores Apple
Não havia sistema operacional para o Apple I.
- Apple II
  - Apple DOS é o primeiro sistema operacional para Computadoras Apple.[1]
  - Apple ProDOS
- Apple III
  - Sophisticated OS
- Apple Lisa

## Macintosh

### Mac OS Classic
- System 7

### Mac OS
- Mac OS 8
- Mac OS 9
- Mac OS X v10.0
- Mac OS X v10.1
- Mac OS X v10.2
- Mac OS X v10.3
- Mac OS X v10.4
- Mac OS X v10.5
- Mac OS X v10.6
- Mac OS X v10.7
- Mac OS X v10.8
- OS X v10.9
- OS X v10.10
- OS X v10.11

## iOS
- iPhone OS 1-3
- iOS 4
- iOS 5
- iOS 6
- iOS 7
- iOS 8
- iOS 9
- iOS 10
- iOS 11
- iOS 12

## Outros
- Newton OS
- watchOS
- tvOS
- audioOS